# Wiktor Leptikow
Wiktor Wladimirowitsch Leptikow (russisch Виктор Владимирович Лептиков, engl. Transkription Viktor Leptikov; * 2. Juli 1987 in Ksyl-Orda, Kasachische SSR, UdSSR) ist ein ehemaliger kasachischer Hürdenläufer, der sich auf die 400-Meter-Distanz spezialisiert hat.

## Sportliche Laufbahn
Erste Erfahrungen bei internationalen Meisterschaften sammelte Wiktor Leptikow im Jahr 2003, als er bei den Jugendweltmeisterschaften im kanadischen Sherbrooke mit 2:00,39 min in der ersten Runde im 800-Meter-Lauf ausschied. 2007 schied er dann bei den Asienmeisterschaften in Amman mit 53,32 s in der Vorrunde über 400 m Hürden aus und belegte mit der kasachischen 4-mal-400-Meter-Staffel in 3:13,80 min den sechsten Platz. 2009 nahm er an der Sommer-Universiade in Belgrad teil und gelangte dort nach 50,63 s auf den siebten Platz und anschließend startete er bei den Asienspielen in Guangzhou und klassierte sich dort mit 51,59 s auf dem sechsten Platz. 2012 qualifizierte er sich für die Teilnahme an den Olympischen Spielen in London und schied dort mit 51,67 s in der ersten Runde aus. 2013 konnte er sein Rennen bei den Asienmeisterschaften in Pune nicht beenden und 2016 beendete er dann im Juli in Almaty seine aktive sportliche Karriere als Leichtathlet im Alter von 29 Jahren.
In den Jahren 2009, 2010 und 2012 wurde Leptikow kasachischer Meister im 400-Meter-Hürdenlauf.

## Persönliche Bestzeiten
- 400 m Hürden: 49,78 s, 19. Juni 2016 in Bischkek